# Hollandale (Minnesota)
Hollandale es una ciudad ubicada en el condado de Freeborn en el estado estadounidense de Minnesota. En el Censo de 2010 tenía una población de 303 habitantes y una densidad poblacional de 268,32 personas por km².

## Geografía
Hollandale se encuentra ubicada en las coordenadas 43°45′35″N 93°12′20″O / 43.75972, -93.20556. Según la Oficina del Censo de los Estados Unidos, Hollandale tiene una superficie total de 1.13 km², de la cual 1.13 km² corresponden a tierra firme y (0.23%) 0 km² es agua.

## Demografía
Según el censo de 2010, había 303 personas residiendo en Hollandale. La densidad de población era de 268,32 hab./km². De los 303 habitantes, Hollandale estaba compuesto por el 96.37% blancos, el 0% eran afroamericanos, el 0% eran amerindios, el 0% eran asiáticos, el 0% eran isleños del Pacífico, el 2.64% eran de otras razas y el 0.99% pertenecían a dos o más razas. Del total de la población el 9.57% eran hispanos o latinos de cualquier raza.